# Tillie's Punctured Romance
Tillie's Punctured Romance est un film américain réalisé par A. Edward Sutherland et sorti en 1928.

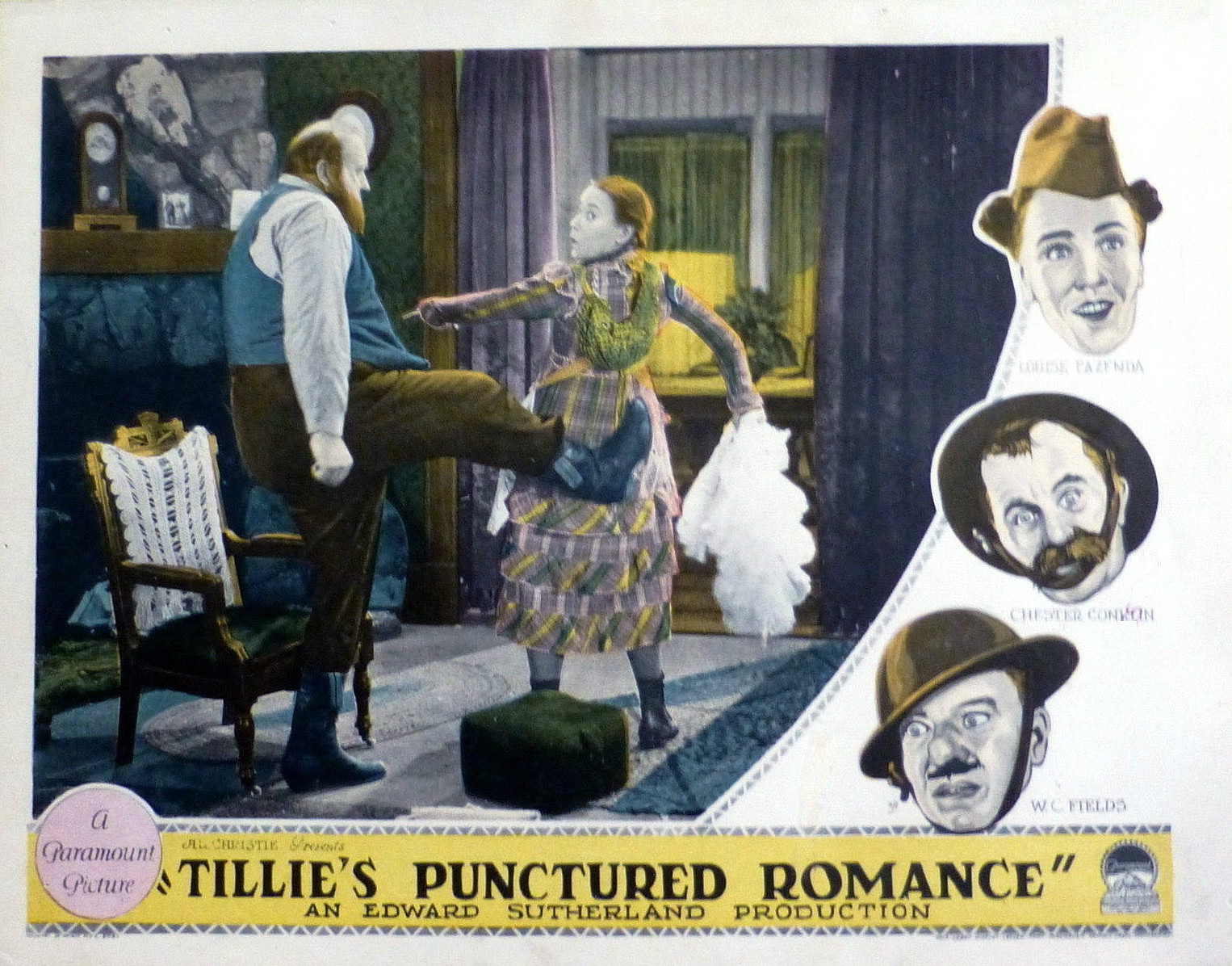
Carte promotionnelle du film

C'est un remake d'un film de Mack Sennett avec Chaplin datant de 1914, Le Roman comique de Charlot et Lolotte.

## Synopsis
Tillie est une fugueuse qui se rend au Frisbee's Colossal Circus, où elle rejoint une troupe comportant des lions, un maître de piste qui veut reprendre le cirque au propriétaire, une femme forte, une fille avec une voix d'or et un bras de fer. Le groupe décide de se rendre dans les tranchées françaises pendant la Première Guerre mondiale afin de divertir les troupes du front. Après un quiproquo, ils finissent par se retrouver dans l'armée allemande en tant que soldats face aux Alliés.

## Fiche technique
- Réalisation : A. Edward Sutherland
- Scénario : Monte Brice, Keene Thompson
- Production :   Christie Film Company
- Photographie : Charles P. Boyle, William Wheeler
- Montage : Arthur Huffsmith
- Durée : 57 minutes
- Dates de sortie: 
  - États-Unis : 3 mars 1928

## Distribution
- W. C. Fields : directeur du cirque
- Louise Fazenda : Tillie
- Chester Conklin : propriétaire du cirque
- Mack Swain : père de Tillie
- Doris Hill : Héroine
- Grant Withers
- Tom Kennedy
- Babe London
- Mickey Bennett